# شهرستان الطلح
ناحیهٔ الطلح (به عربی: مدیریة الطلح) یک ناحیه در یمن است که در استان شبوه واقع شده‌است.

## خصوصیات
ناحیهٔ الطلح ۹٬۴۰۴ نفر جمعیت دارد.